# Dynkur
Dynkur è una cascata situata nella regione del Suðurland, nella parte meridionale dell'Islanda.

## Descrizione
La cascata è situata negli altopiani a nord del lago Sultartangalón, nella valle Þjórsárdalur, lungo il corso del fiume Þjórsá, che qui cade con tre salti per un totale di 50 metri. Il fiume forma il confine tra i comuni Skeiða- og Gnúpverjahreppur a ovest e Ásahreppur a est. Gli abitanti della sponda orientale del fiume chiamano la cascata Búðarhálsfoss, dal nome del monte Búðarháls (661 m) che si trova nel territorio del comune di Ásahreppur. Nel periodo estivo, con la fusione della neve delle vicine montagne, la portata del fiume può raggiungere anche 180 m3/sec nella zona della cascata.

## Accesso
La cascata è situata circa 11 km a ovest della strada S26 Sprengisandsleið, all'altezza del lago Þórisvatn. All'incrocio con la strada S32, si svolta a sinistra in direzione della valle Þjórsárdalsvegur che si risale seguendo il corso del Þjórsá fino ad arrivare a una stradina di sabbia nera che può essere percorsa solo con un mezzo fuoristrada a 4 ruote motrici e che richiede comunque una discreta abilità di guida in fuoristrada per avvicinarsi alla cascata. L'ultimo tratto si può percorrere solo a piedi.
Prima di arrivare alla Dynkur si incontra la cascata Gljufurleitarfoss. Nei dintorni ci sono le cascate Háifoss (122 m), una delle più alte dell'Islanda, Gjáin e Hjálparfoss.